# 외암 선생 문집 판각
외암 선생 문집 판각(巍巖 先生 文集 板刻)은 대한민국 충청남도 아산시 송악면 강당리에 있는, 조선시대 영조 때의 문신이자 학자였던 외암 이간(李柬,1677∼1727) 선생의 문집을 새겨놓은 목판각이다. 1994년 11월 4일 충청남도의 문화재자료 제333호로 지정되었다.

## 개요
조선 영조 때의 문신이자 학자였던 외암 이간(李柬,1677∼1727) 선생의 문집을 새겨놓은 목판각으로, 선생이 건립한 장판각 안에 307매가 모셔져 있다.
이간은 숙종 36년(1710) 순무사였던 이만성의 추천으로 장릉참봉이 되었으나 나아가지 않았고, 그후에도 여러 벼슬을 제수받았으나 응하지 않았다. 성리학의 주기적인 이이계통의 기호학파 안에서 일어난 이른바 '호락논쟁'에서 주도적인 역할을 했던 인물로, 성리학의 근본적인 문제를 해결하려는 방법론을 제시하였다. 그가 죽은 후 온양의 외암서원에 모셔졌고, 시호는 '문정'이다.
숙종 33년(1707) 관직을 벗고 향리에 내려와 후학을 강설하기 위해 같은 고향사람인 윤씨·이씨·류씨의 세 문중과 함께 작은 규모로 '관선재'라는 서원을 건립하였다. 고종 5년(1868) 대원군의 서원철폐령을 피하기 위해 이 서원에 불상을 모셔두고 승려를 두어 불사(佛事)를 행함에 따라 '강당사'라 불리었다. 최근에 보수를 하였는데 이 때 상량문이 발견되어 영조 41년(1765)에 중수한 사실이 밝혀졌다.
편액의 '관선재'글씨는 추사 김정희의 솜씨로, '외암집판장'이란 현판이 걸려 있다.

## 같이 보기
- 이간

## 참고 문헌
- 외암선생문집판각 - 국가유산청 국가유산포털